# Naamdag
De naamdag (panigyria) van een persoon is de gedenkdag van de heilige naar wie deze katholieke of orthodoxe persoon vernoemd is (meestal tijdens de doop, de zogenaamde doopnaam). Gedenkdagen van heiligen vallen in het algemeen op hun sterfdag. Een bekend voorbeeld is Sint-Nicolaas. Hij stierf volgens de overlevering op 6 december in het jaar 342.
In Nederland en Vlaanderen wordt iemands naamdag niet vaak gevierd, met uitzondering van enkele plaatsen in Limburg. In andere landen is de naamdag vaak belangrijker dan de verjaardag. Zo worden op Cyprus de naamdagen op een kleurrijke wijze gevierd en worden op de dag van de heilige rond de kerk of het klooster door de dorpsbewoners allerlei producten aan de man gebracht, inclusief de plaatselijke lekkernijen. Ook in Bosnië-Herzegovina, Finland, Letland, Italië, Kroatië, Spanje, Griekenland, Rusland, Oekraïne, Hongarije, Servië, Roemenië, Polen, Slowakije, Tsjechië, Zweden en Bulgarije wordt de naamdag gevierd.
In veel van deze landen krijgt men in vele gevallen een orthodoxe of katholieke naam bij de doop en iedereen heeft dus zijn eigen naamdag. In andere landen is er een kalender gemaakt met de meest voorkomende voornamen. In Nederland kan echter vaak met een beetje puzzelen ook een naamdag gevonden worden bij een voornaam. Soms zijn er bij een bepaalde naam twee naamdagen. In dat geval wordt de dag gekozen die het dichtst bij de verjaardag ligt of het is de eerstvolgende naamdag na de verjaardag. Als iemand geen naamdag heeft, wordt deze gevierd op Allerheiligen. Voor de Grieks-orthodoxe Kerk valt deze dag op de dag na Pinksteren en niet op 1 november.
Het maakt meestal niet uit of een naam tot een mannelijke of vrouwelijke heilige behoorde, want bijna alle namen kunnen aan zowel zonen als dochters gegeven worden. Zo kan, in het eerder voorbeeld van Sint-Nicolaas, de naam voor dochters veranderd worden in Nicoletta of Nicole.